# 隆兴昌镇
隆兴昌镇，是中华人民共和国内蒙古自治区巴彦淖尔市五原县下辖的一个乡镇级行政单位。

## 行政区划
隆兴昌镇下辖以下地区：
富原第一社区、富原第二社区、富原第三社区、富原第四社区、富原第五社区、富原第六社区、富原第七社区、富原第八社区、富原第九社区、兴隆第一社区、兴隆第二社区、兴隆第三社区、兴隆第四社区、兴隆第五社区、兴隆第六社区、兴隆第七社区、兴隆第八社区、新原第一社区、新原第二社区、新原第三社区、新原第四社区、新原第五社区、新原第六社区、新原第七社区、新原第八社区、东环第一社区、东环第二社区、东环第三社区、东环第四社区、东环第五社区、乌兰村、浩丰村、东牛犋村、联合村、旧城村、隆盛村、跃进村、迎丰村、先锋村、荣丰村、荣义村、永跃村、联丰村、荣誉村、宏伟村、永星村、义丰村、新兴村、同联村、联乐村、和丰村、五星村、光明村、新福村和建丰村。